# Annona burchellii
Annona burchellii este o specie de plante angiosperme din genul Annona, familia Annonaceae, descrisă de Robert Elias Fries. Conform Catalogue of Life specia Annona burchellii nu are subspecii cunoscute.